# 가정극장
가정극장은 TBC (동양방송)에서 1965년 4월 4일부터 1965년 7월 29일까지 방영된 일요 드라마이다.

## 작품 리스트

### 1965년
| 제목            | 방송 기간                         | 극본   | 연출   | 방송 횟수 |
| --------------- | --------------------------------- | ------ | ------ | --------- |
| 《로맨스 가족》 | 1965년 4월 4일 ~ 1965년 6월 27일  | 김영수 | 김재형 | 13        |
| 《로맨스 극장》 | 1965년 7월 4일 ~ 1965년 10월 3일  | 조흔파 | 최상현 | 13        |
| 《기러기 가족》 | 1965년 10월 10일 ~ 1966년 1월 2일 | 김회창 | 허규   | 13        |